# Roland, Lord of Galloway
Roland fitz Uhtred, Lord of Galloway (schottisch-gälisch Lochlann; * vor 1150; † 19. Dezember 1200 in Northampton) war ein schottischer Magnat.

## Herkunft
Roland war der älteste Sohn von Uhtred, Lord of Galloway und dessen Frau Gunnilda. Als Jugendlicher wurde er Lachlan genannt, doch als Erwachsener bevorzugte er die anglonormannische Namensform. Um 1165 wird er erstmals in einer Urkunde seines Vaters genannt, so dass er zu diesem Zeitpunkt mindestens fünfzehn Jahre alt war. 1174 kam es zu einem erbitterten Konflikt zwischen Rolands Vater und dessen Halbbruder Gilbert um die Herrschaft in Galloway. Dabei geriet Uhtred in die Gewalt von Gilbert und wurde grausam ermordet.

## Kampf um Galloway

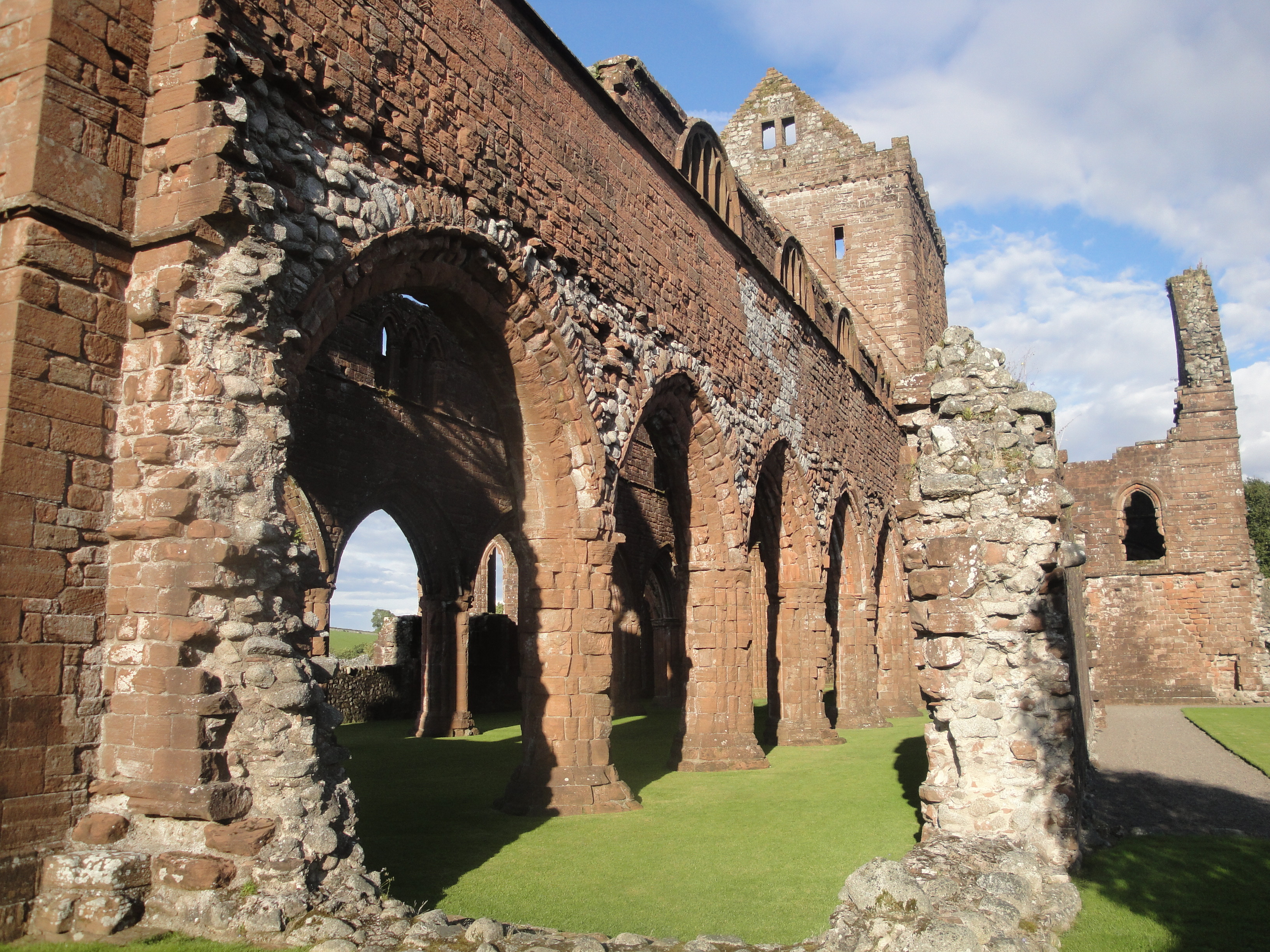
Die Ruinen der von Roland gegründeten Glenluce Abbey

Der englische König Heinrich II., der mit Rolands Vater verwandt war, weigerte sich zunächst, wegen des Mords mit Gilbert zu verhandeln und beauftragte den schottischen König Wilhelm, der eigentlich die Oberherrschaft über Galloway hatte, die Region zu unterwerfen. Unterstützt durch schottische Truppen und durch Freunde seines Vaters konnte Roland vielleicht schon bis Oktober 1176 die Kontrolle über das östliche Galloway gewinnen. Dann unterwarf sich Gilbert dem englischen König. Obwohl er danach weiterhin offen dem schottischen König feindselig gegenüberstand, behielt Gilbert unter englischen Schutz die Herrschaft über das westliche Galloway. Roland verbrachte nach 1174 offenbar viel Zeit am schottischen Königshof. Als Gilbert Anfang 1185 starb, konnte Roland mit stillschweigender Duldung des schottischen Königs und mit Unterstützung durch schottische Ritter die Besitzungen von Gilbert erobern, womit er Gilberts Sohn Duncan um sein Erbe brachte. Am 4. Juli 1185 besiegte und tötete Roland in einer Schlacht das Aufgebot eines Gillepatrick, der möglicherweise ein Sohn von Dunegal of Nithsdale war, und am 30. September 1185 besiegte er Gillecolm, einen weiteren früheren Unterstützer von Gilbert. Allerdings wurde bei den Kämpfen auch ein jüngerer Bruder von Roland getötet. Der Angriff auf Galloway war aber ohne die Zustimmung von Heinrich II. erfolgt. Dieser befand sich nun in einer schwierigen Situation, denn er schuldete sowohl dem schottischen König wie auch Duncan, der als seine Geisel, aber auch als sein Mündel in England lebte, Unterstützung. Heinrich II. zog deshalb im Juli oder August 1186 mit einer Armee ins nordenglische Carlisle, um Roland zu unterwerfen. Der schottische König unternahm daraufhin zwei Feldzüge nach Galloway. Schließlich konnte der König Roland zu Heinrich II. bringen. Zusammen erreichten sie eine Verständigung, bei der sowohl der englische wie auch der schottische König ihr Gesicht wahren konnten. Roland wurde als Lord von Galloway bestätigt. Er musste dem englischen König Hommage leisten und ihm den Treueid schwören, blieb aber dennoch ein Untertan des schottischen Königs. Gilberts Sohn Duncan erhielt vom schottischen König schließlich das an Galloway angrenzende Carrick als Lehen.

## Verhältnis zur schottischen Krone
1187 führte Roland Truppen nach Nordschottland, wo Donald Macwilliam gegen den schottischen König rebellierte. Am 31. Juli konnte Roland das Heer von Macwilliam in der Schlacht von Mam Garvia, einem nicht identifizierten Ort in der Nähe von Inverness besiegen. Dabei wurde Macwilliam getötet. Wohl um die königliche Herrschaft in Südwestschottland zu festigen, ernannte der schottische König Roland vor 1190 zum ersten Justiciar von Galloway. Während Rolands Herrschaft in Galloway nahm dort der anglonormannische Einfluss weiter zu. Zwar sind von ihm nur wenige Urkunden erhalten, doch sie zeigen, dass er mehreren Verwandten von ihm aus Cumbria Landbesitz in Galloway gab. Diese sollten ihm helfen, die wiedervereinte Herrschaft unter Kontrolle zu halten. Auch die Kirche sollte seine Herrschaft festigen. Er hatte spätestens 1184, also noch vor dem Sieg über die Anhänger von Gilbert, eine Stiftung zugunsten von Holme Cultram Abbey gemacht. Um 1192 gründete er die Zisterzienserniederlassung Glenluce als Tochtergründung von Dundrennan. Das neue Kloster lag inmitten der früheren Besitzungen seines Onkels Gilbert. Es gibt aber keinen Nachweis, dass Roland den einheimischen keltischen Adel gezielt durch Anglonormannen ersetzte. Stattdessen beruhte die Macht seiner Familie eindeutig auf der Unterstützung des keltischen Adels. Dadurch behielt er eine relativ große Unabhängigkeit gegenüber dem schottischen König.
Bereits vor 1185 hatte Roland Helen de Morville († 1217), eine Tochter von Richard de Morville, dem anglonormannischen Baron von Lauderdale und Cunningham geheiratet. 1196 bot er dem schottischen Königs angeblich 700 Merks und erbte so nach dem kinderlosen Tod seines Schwagers William de Morville dessen Besitzungen in Schottland und England. Dazu übernahm er von den Morvilles auch das Hofamt des Constable of Scotland. Es gibt zwar kaum Nachweise, dass Roland das Amt in größerem Umfang ausgeübt hat, doch vermutlich als Constable gehörte er zum Gefolge von König Wilhelm, als dieser im November 1200 dem englischen König Johann Ohneland für seine englischen Besitzungen in Lincoln die Treue schwor. Von Lincoln aus reiste Roland weiter nach Northampton, wo er wegen der Erbansprüche seiner Frau auf Güter in England einen Prozess begann. Er starb jedoch wenig später und wurde in der St Andrew's Priory in der Stadt beigesetzt.

## Nachkommen
Mit seiner Frau hatte Roland fünf Kinder, von denen vier das Erwachsenenalter erreichten, darunter:
- Alan, Lord of Galloway († 1234);
- Thomas († 1231);
- Devorguilla of Galloway ⚭ Nicholas de Stuteville († 1233);
- Ada ⚭ 1233 Walter Bisset.

Rolands ältester Sohn Alan erbte Galloway, während der jüngere Sohn Thomas zunächst als Söldnerführer diente und dann durch Heirat Earl of Atholl wurde.